# 寺島尚彦
寺島 尚彦（てらしま なおひこ、1930年6月4日 - 2004年3月23日）は、日本の作詞家、作曲家。洗足学園音楽大学教授。次女はソプラノ歌手の寺島夕紗子。

## 経歴と人物
栃木県出身。開成学園在学中、大学受験を翌年に控えた年の暮れに開成出身の東京芸術大学教授池内友次郎と出会う。
池内から芸大受験を後押しされ、翌1949年に東京芸術大学音楽学部作曲科入学を果たす。1951年、日本音楽コンクール作曲部門第3位。
卒業後もシャンソン音楽活動を継続し、1967年には、初めて訪れた沖縄に心を揺さぶられ、沖縄戦の悲劇を歌った代表作『さとうきび畑』を作詞・作曲したことで知られる。
ピー・プロダクション製作の特撮テレビ映画『スペクトルマン』の劇伴音楽も手掛けている。
2004年3月23日、肺腫瘍のため73歳で逝去した。

## さとうきび畑
この曲は「ざわわ　ざわわ　ざわわ」というフレーズで知られ、寺島尚彦が田代美代子のために作った曲である。その後森山良子、上条恒彦、寺島夕紗子（上記の通り寺島の娘）、雨宮麻世、鮫島有美子、堀江美都子、郡愛子、錦織健、新垣勉、岡村喬生、ちあきなおみ、宮沢和史、夏川りみ、松浦亜弥といった幅広い年代、分野の幾多の音楽家によって歌い継がれてきたことで知られる。
NHKみんなのうたは森山良子バージョン（新旧2回ある）が有名だが、最初の放送時はちあきなおみが歌った。
2003年9月28日には、この曲をモチーフにしたドラマ『さとうきび畑の唄』（TBS系、出演：明石家さんま、黒木瞳、上戸彩ら）が放映された。

## 作品

### 童謡
- 日本語のおけいこ
- たのしいね
- ちいさなちいさな
- ゆかいなはらっぱ
- ぶうぶうぶう
- ぶったらぶたに
- ちびっこタンブリン・マン
- このゆびとまれ
- びっくりサーカス
- ぼくは大工さん

### 器楽曲
- ピアノ連弾のための組曲「14ひきのあさごはん」
- 連弾曲集「黒い森と白い森」

### 歌曲
- 歌曲集「忘れた秋」

### 合唱曲
- 日野市立三沢台小学校　校歌
- 公立千歳科学技術大学　校歌
- 常滑市立常滑中学校　校歌
- 中之条町立中之条中学校　校歌
- 長野原町立北軽井沢小学校　校歌
- NHK全国学校音楽コンクール課題曲
  - 青空のすみっこ
  - 小さな協奏曲（コンチェルト）
  - 花と少女
- 合唱ファンタジー「友だち」
- 女声合唱組曲「青い麦」
- 合唱ファンタジー「動物のカーニバル」
- 混声合唱組曲「花のながれのなかに」
- 混声合唱とオーケストラ（ピアノ）のためのメニュー「食卓の歌」
- 混声合唱と〔コントラバスとピアノ〕あるいは〔ピアノ〕のためのロマン「火龍（さらまんどら）」
- 少年少女（女声）のための合唱ファンタジー「朝の小景」
- 女声合唱とピアノのためのエピソード「花の恋うた」
- 男声合唱とピアノのための組曲「樹海」
- 子供のための合唱組曲「五つのスケッチ」

### 映画劇伴音楽
- スペクトルマン　大激戦! 七大怪獣（ピー・プロダクション）
- どぶ川学級（「どぶ川学級」製作上映委員会）
- お母さんのつうしんぼ（にっかつ児童映画）

### テレビドラマ劇伴音楽
- スペクトルマン（1971年 - 1972年：ピー・プロダクション、フジテレビジョン）

### 編曲
- 誰かが風の中で（フジテレビジョン時代劇：『木枯し紋次郎』主題歌）
- 未来を旅するハーモニー（作詞＆作曲＆コーラスアレンジ：吉田美和/NHK全国学校音楽コンクール小学校の部課題曲）

## 著書
- 『シンガーソングライター入門 ピアノ弾き語り実践教室』編著. ドレミ楽譜出版社, 1981.12
- 『さとうきび畑』葉祥明絵, 二見書房, 2002.8
- 『さとうきび畑 ざわわ、通りぬける風』大塚勝久 写真・文. 小学館, 2002.9
- 『ざわわさとうきび畑 寺島尚彦緑いろのエッセイ』琉球新報社, 2007.6